# Magnolia brooklińska
Magnolia brooklińska (Magnolia × brooklynensis Kalmb.) – mieszaniec pomiędzy magnolią purpurową (Magnolia liliiflora) i magnolią drzewiastą (Magnolia acuminata). Wyhodowana w 1954 w Brookly Botanical Garden (stąd nazwa). Niewielkie drzewo lub krzew. Wyróżnia się cytrynowożółtymi kwiatami, zwykle pachnącymi. Często sadzona w ogródkach jako roślina ozdobna. W przeciwieństwie do wielu mieszańców magnolii zimotrwała (do -26 stopni Celsjusza).

## Odmiany
`Elisabeth`, `Butterflies`, `Yellow River`, `Yellow Fever`, `Yellow Garland`, `Yellow Bird`, `Goldfinch`, `Golden Sun`, `Sun Ray`, `Sundance`, `Legend`.